# Liste des députés européens du Luxembourg de la 2e législature
Lors des élections européennes de 1984, 6 députés européens sont élus au Luxembourg. Leur mandat débute le 24 juillet 1984 et se termine le 24 juillet 1989.
- Les démocrates-chrétiens du Parti populaire chrétien-social obtiennent trois sièges.
- Les socialistes du Parti ouvrier socialiste luxembourgeois obtiennent deux sièges.
- Les libéraux du Parti démocratique obtiennent un siège.

Deux d'entre eux quittent leurs fonctions avant la fin de leur mandat et sont remplacés par leurs suppléants, ce qui porte à 8 le total des personnes ayant occupé ce poste.
| Nom                                           | Parti                                   | 1re élection | Groupe parlementaire européen      | Portrait |
| --------------------------------------------- | --------------------------------------- | ------------ | ---------------------------------- | -------- |
| Nicolas Estgen                                | Parti populaire chrétien-social         | 17 juin 1984 | Groupe du Parti populaire européen |          |
| Marcelle Lentz-Cornette                       | Parti populaire chrétien-social         | 17 juin 1984 | Groupe du Parti populaire européen |          |
| Ernest Mühlen                                 | Parti populaire chrétien-social         | 17 juin 1984 | Groupe du Parti populaire européen |          |
| Colette Flesch Démission le 8 octobre 1985    | Parti démocratique                      | 10 juin 1979 | Groupe libéral et démocratique     |          |
| Lydie Polfer-Wurth À partir du 9 octobre 1985 | Parti démocratique                      |              | Groupe libéral et démocratique     |          |
| Victor Abens                                  | Parti ouvrier socialiste luxembourgeois | 10 juin 1979 | Groupe socialiste                  |          |
| Lydie Schmit Démission le 7 avril 1988        | Parti ouvrier socialiste luxembourgeois | 17 juin 1984 | Groupe socialiste                  |          |
| Joseph Wohlfart À partir du 28 avril 1988     | Parti ouvrier socialiste luxembourgeois |              | Groupe socialiste                  |          |

## Source
- Les députés de la deuxième législature, site du Parlement européen.